# Mdundiko
Il mdundiko è una delle danze (ngoma) tradizionali del popolo Zaramo dell'area di Dar es Salaam. Viene praticata in occasione di cerimonie come matrimoni o la celebrazione del passaggio alla pubertà delle ragazze. Lo stile del mdundiko è stato ripreso da musicisti moderni; per esempio, i Mambo Jambo sono un gruppo bongo flava che uniscono elementi hip hop/rap e ritmi mdundiko tradizionali (il loro primo singolo di successo si intitolava Hip-Hop Mdundiko).